# St. Louis Film Critics Association Awards 2016
13. ročník předávání cen asociace St. Louis Film Critics Association Awards se konal dne 18. prosince 2016. Nominace byly oznámeny dne 12. prosince 2016.

## Vítězové a nominovaní

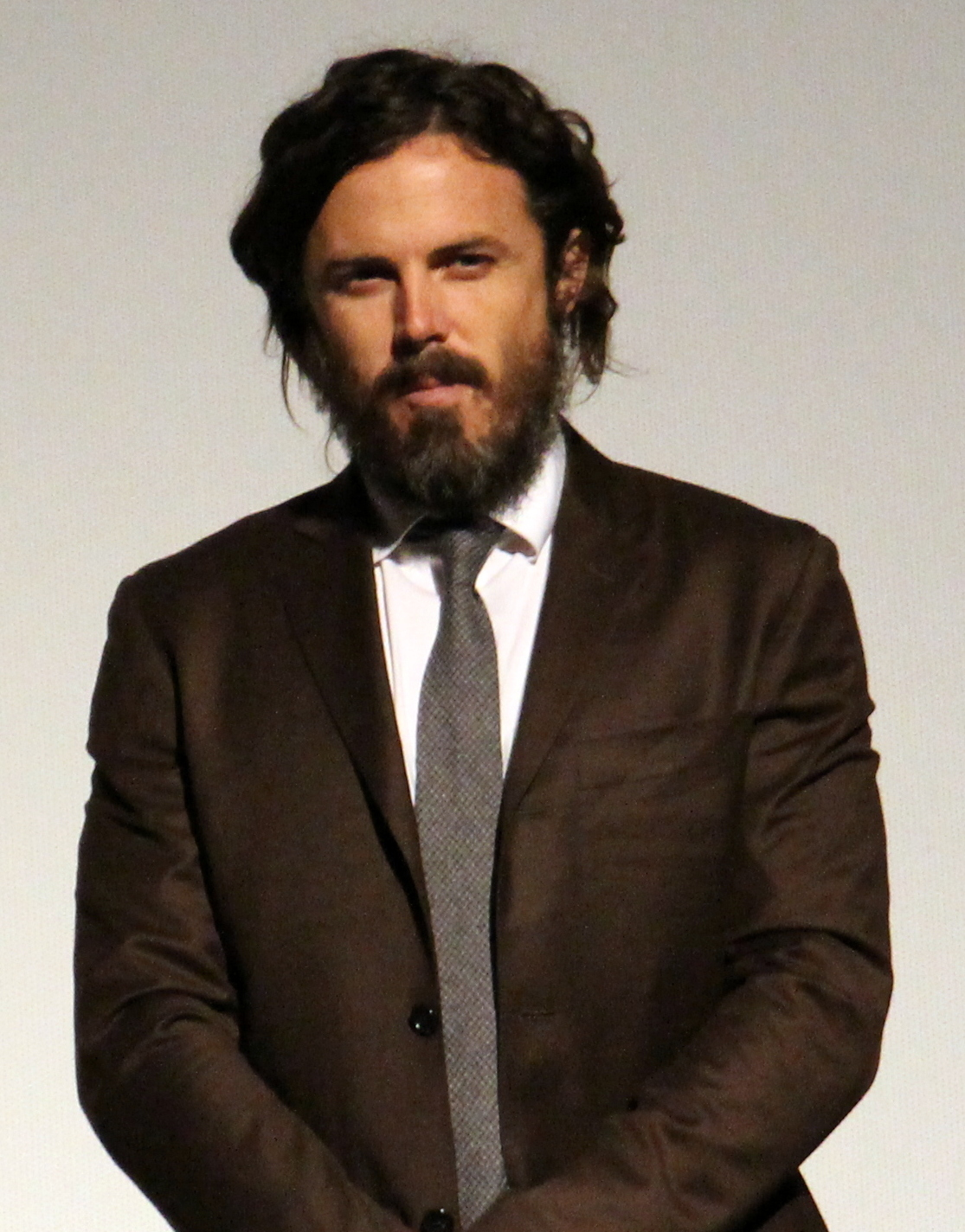
Casey Affleck vítěz v kategorii nejlepší herec

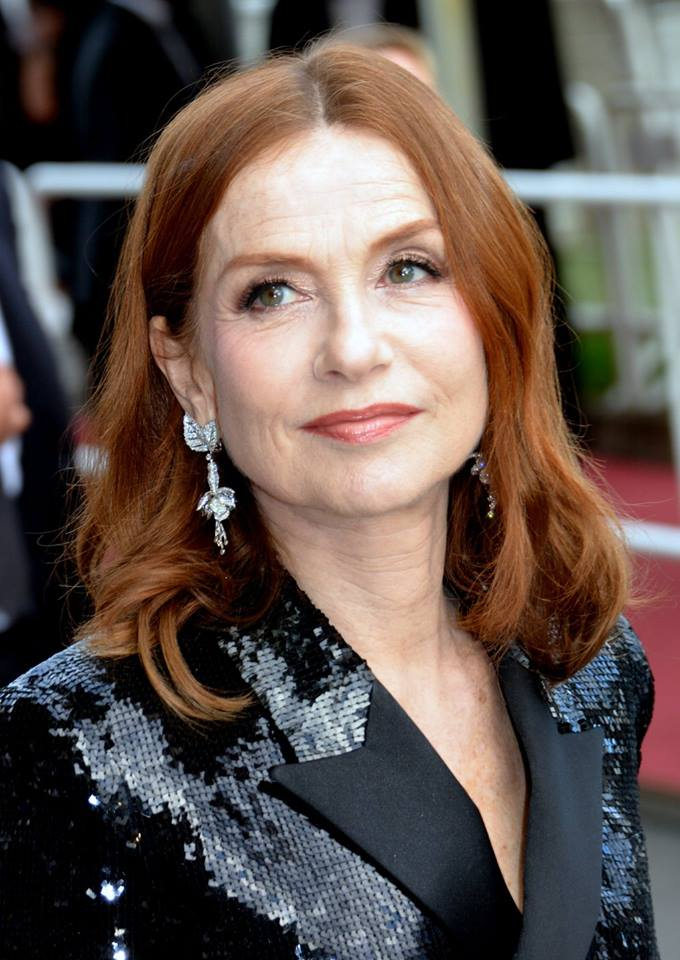
Isabelle Huppert, vítězka v kategorii nejlepší ženský herecký výkon v hlavní roli

### Nejlepší film
La La Land
- Moonlight
- Příchozí
- Místo u moře (2.–3. místo)
- Za každou cenu (2.–3. místo)

### Nejlepší režisér
Damien Chazelle – La La Land
- Barry Jenkins – Moonlight
- Kenneth Lonergan – Místo u moře (2.–3. místo)
- Denis Villeneuve – Příchozí (2.–3. místo)
- David Mackenzie – Za každou cenu

### Nejlepší adaptovaný scénář
Whit Stillman – Láska a přátelství
- Eric Heisserer – Příchozí (2. místo)
- August Wilson – Ploty
- Luke Davies – Lion
- Tom Ford – Noční zvířata

### Nejlepší původní scénář
Taylor Sheridan – Za každou cenu
- Barry Jenkins – Moonlight
- Kenneth Lonergan – Místo u moře (2. místo)
- Damien Chazelle – La La Land
- Jeff Nichols – Loving

### Nejlepší herec v hlavní roli
Casey Affleck – Místo u moře
- Ryan Gosling – La La Land
- Tom Hanks – Sully: Zázrak na řece Hudson
- Joel Edgerton – Loving (2. místo)
- Viggo Mortensen – Tohle je náš svět

### Nejlepší herečka v hlavní roli
Isabelle Huppert – Elle
- Natalie Portman – Jackie (2. místo)
- Amy Adams – Příchozí
- Emma Stoneová – La La Land
- Ruth Negga – Loving

### Nejlepší herec ve vedlejší roli
Mahershala Ali – Moonlight
- Jeff Bridges – Za každou cenu
- Lucas Hedges – Místo u moře (2. místo)
- Michael Shannon – Noční zvířata
- Dev Patel – Lion

### Nejlepší herečka ve vedlejší roli
Viola Davis – Ploty
- Michelle Williamsová – Místo u moře (2. místo)
- Lily Gladstone – Jisté ženy
- Greta Gerwig – Ženy 20. století
- Naomie Harris – Moonlight

### Nejlepší dokument
Nejsem žádný tvůj negr
- Weiner (2. místo)
- De Palma
- Malá sokolnice
- Gleason

### Nejlepší cizojazyčný film
Elle (Francie)
- Komorná (Jižní Korea) (2. místo)
- Muž jménem Ove (Švédsko)
- Naše malá sestra (Japonsko)
- Toni Erdmann (Německo)

### Nejlepší animovaný film
Zootropolis: Město zvířat
- Kubo a kouzelný meč (2. místo)
- Odvážná Vaiana: Legenda o konci světa
- Avril a podivuhodný svět
- Hledá se Dory

### Nejlepší kamera
Linus Sandgren – La La Land
- James Laxton – Moonlight (2. místo)
- Chung-hoon Chung – Komorná
- Roger Deakins – Ave, Caesar!
- Vittorio Storaro – Café Society

### Nejlepší střih
Sebastián Sepúlveda – Jackie
- Tom Cross – La La Land (2.–3. místo)
- John Gilbert – Hacksaw Ridge: Zrození hrdiny (2.–3. místo)
- Joan Sobel – Noční zvířata
- Joi McMillon a Nat Sanders –  Moonlight

### Nejlepší vizuální efekty
Kniha džunglí
- Doctor Strange (2. místo)
- Příchozí
- La La Land
- Volání netvora: Příběh života

### Nejlepší výprava
Seong-hee Ryu – Komorná
- Stuart Carig a James Hambidge – Fantastická zvířata a kde je najít (2.–4. místo)
- Jean Rabasse – Jackie (2.–4. místo)
- David Wasco – La La Land (2.–4. místo)
- Jess Gonchor – Ave, Caesar!

### Nejlepší skladatel
Justin Hurwitz – La La Land
- Nicholas Britell – Moonlight
- Jóhann Jóhannsson – Příchozí
- Mica Levi – Jackie (2. místo)
- Cliff Martinez – Neon Demon

### Nejlepší soundtrack
Sing Street
- La La Land (2. místo)
- Everybody Wants Some!!
- Odvážná Vaiana: Legenda o konci světa
- Trollové

### Nejlepší skladba
„Audition (The Fools Who Dream)“ – La La Land
- „City of Stars“ – La La Land (2. místo)
- „How Far Iľl Go“ – Odvážná Vaiana: Legenda o konci světa
- „You're Welcome“ – Odvážná Vaiana: Legenda o konci světa
- „Drive It Like You Stole It“ – Sing Street

### Nejlepší sci-fi/horor film
Čarodějnice
- Ulice Cloverfield 10
- Příchozí (2. místo)
- Doctor Strange
- Smrt ve tmě

### Nejlepší komedie
Ave, Caesar!
- Popstar: Never Stop Never Stopping (2. místo)
- Deadpool
- Don't Think Twice
- Božská Florence

### Nejlepší akční film
Captain America: Občanská válka
- Doctor Strange (2. místo)
- Deadpool
- Hacksaw Ridge: Zrození hrdiny
- Jason Bourne

### Nejlepší scéna
La La Land – první taneční scéna „Another Day of Sun“
- Ave, Caesar! – „Would that it were so simple“ (2. místo)
- Captain America: Občanská válka – souboj na letišti
- Deadpool – počáteční titulky
- Místo u moře – Lea a Randi se setkávají na ulici